# Elecciones provinciales de Entre Ríos de 1999
Las elecciones generales de la provincia de Entre Ríos de 1999 tuvieron lugar el domingo 24 de octubre del mencionado año, al mismo tiempo que las elecciones presidenciales y legislativas a nivel nacional. Se realizaron con el objetivo de renovar los cargos de Gobernador y Vicegobernador, así como renovar los 28 escaños de la Cámara de Diputados y elegir a los 17 senadores departamentales, conformando los poderes ejecutivo y legislativo para el período 1999-2003. Fueron las quintas elecciones provinciales entrerrianas desde la restauración de la democracia, y las vigésimo primeras desde la instauración del sufragio secreto.
Los comicios fueron en general una competencia casi puramente bipartidista entre el candidato del oficialista Partido Justicialista (PJ), el senador Héctor María Maya, apoyado a su vez por una coalición denominada "Todos por Entre Ríos"; y el candidato de la Unión Cívica Radical (UCR), Sergio Alberto Montiel, apoyado por la Alianza para el Trabajo, la Justicia y la Educación, o simplemente la Alianza, que incluía al Frente País Solidario (FREPASO). Hubo otras tres fórmulas gubernativas en la contienda, aunque no se esperaba que ninguna superara el 3% de los sufragios. El gobernador saliente, Jorge Pedro Busti, que finalizaba su segundo mandato no consecutivo, no podía presentarse a la reelección por encontrarse esta prohibida en la constitución provincial.
Al mismo tiempo que el radical Fernando de la Rúa resultaba ampliamente electo presidente de la Nación Argentina, Montiel obtuvo un estrecho triunfo con el 49.11% de los votos contra el 47.49% de Maya, siendo electo nuevamente gobernador luego de haberlo sido entre 1983 y 1987. En tercer lugar, muy por detrás del bipartidismo, el candidato de Acción por la República (AR) y la Unión Provincial (AP), Orlando Rivabén, obtuvo el 2.49% de los sufragios. A nivel legislativo, la legislatura retuvo su composición bipartidista con 15 escaños para la Alianza y 13 para el PJ. El radicalismo conservó la mayoría absoluta que ya tenía en el Senado Provincial y la amplió a 11 de los 17 escaños contra 6 del justicialismo, aunque el FREPASO presentó algunas candidaturas separadas en ciertos departamentos. La participación fue del 86.33% del electorado registrado. Los cargos electos asumieron el 11 de diciembre.

## Antecedentes
Tras la recuperación de la democracia, Entre Ríos en el plano electoral fue uno de los distritos donde el bipartidismo histórico entre el Partido Justicialista (PJ) y la Unión Cívica Radical (UCR) se manifestó de manera más férrea, no existiendo durante el período 1983-1999 prácticamente ninguna alternativa coherente a los dos partidos. Tanto la UCR como el PJ se veían internamente hegemonizados por las figuras de Sergio Montiel y Jorge Pedro Busti respectivamente. Las primeras elecciones dieron el triunfo Montiel, quien entregó el cargo a Busti en 1987. Después de la derrota electoral, Montiel continuó liderando la UCR entrerriana durante los gobiernos de Busti (1987-1991) y su sucesor, Mario Armando Moine (1991-1995), siendo candidato tanto en 1991 como en 1995. En esta última elección, Busti, un aliado importante del entonces presidente de la Nación, Carlos Menem, buscó un segundo mandato no consecutivo y lo obtuvo por escaso margen, a pesar de las denuncias de fraude electoral emitidas por Montiel. En dicha elección había irrumpido el Frente País Solidario (FREPASO), fuerza de carácter progresista y centroizquierdista que había surgido como la primera alternativa viable al bipartidismo en todo el país, si bien tuvo un modesto inicio en Entre Ríos, donde obtuvo poco más del 5% de los votos. A diferencia de otros líderes radicales provinciales, como el gobernador rionegrino Horacio Massaccesi, Montiel destacó por intentar desde el principio un acuerdo con el FREPASO, aunque fracasó en lograrlo para las elecciones de 1995 por el rechazo del FREPASO a apoyar su candidatura y la presión externa del radicalismo nacional. Si la UCR y el FREPASO hubieran concurrido juntos a los comicios provinciales, la sumatoria de sus votos hubiera vencido al PJ.
Tras la estrepitosa derrota radical en las elecciones de 1995, la UCR se vio forzada a ceder en su postura intransigente con respecto a acercarse al FREPASO. Para las elecciones legislativas de medio término de 1997, se configuró parcialmente la Alianza para el Trabajo, la Justicia y la Educación, denominada simplemente La Alianza, entre la UCR y los partidos que componían el FREPASO. En Entre Ríos, debido a la clara superioridad de la maquinaria político-partidaria del radicalismo sobre la del FREPASO, la oposición provincial al PJ continuó estando mayormente aglutinada en torno a Montiel que, sin embargo, no se presentó a la reelección como Diputado Nacional, y la lista aliancista fue encabezada por María Isabel García del Cano, una figura prácticamente desconocida ante el público. En las elecciones legislativas, siguiendo la debacle menemista a nivel nacional, la Alianza obtuvo una victoria sorpresiva en Entre Ríos con el 51.03% de los votos contra el 46.73% de la lista justicialista, encabezada por Emilio Martínez Garbino, peronista de un sector más ortodoxo. Aunque la derrota era esperable por la situación del país y el propio Busti se encargó de descartar que se tratara de algo grave, afirmando que simplemente era una "nacionalización" de los comicios, la magnitud de la misma sorprendió a la dirigencia peronista. La Alianza se impuso en casi toda la provincia, inclusive en Concordia, principal bastión del justicialismo y ciudad natal de Busti, de la que había sido intendente dos veces.

## Candidaturas
Los acuerdos de la Alianza exigían en Entre Ríos una fórmula encabezada por un radical y secundada por un frepasista, ambos elegidos en internas abiertas dentro de sus respectivos partidos. Montiel se presentó como precandidato, disputando contra el diputado Arturo Etchevehere y el ex intendente de Concepción del Uruguay, Juan Carlos Godoy. La primaria radical tuvo lugar el 31 de mayo de 1999 con un amplio triunfo para Montiel. Las internas del FREPASO, realizadas para definir al candidato a vicegobernador, dieron un triunfo a Rosario Romero, del Frente Grande, sobre Raúl Barandeguy. Sin embargo, Montiel rechazó automáticamente la postulación de Romero, recelando por el origen peronista de la precandidata, y en su lugar designó como compañero de fórmula al también radical Edelmiro Tomás Pauletti, concejal de Gualeguaychú, principalmente por vínculos personales. En gran medida debido al hecho de que se encontraban muy cerca de las elecciones y una crisis interna podría haber comprometido el triunfo, el FREPASO apenas emitió protestas al respecto y respaldó el binomio radical, que concurrió a los comicios bajo el sello de la Alianza.
El Partido Justicialista, por su parte, configuró una alianza con varios partidos menores, en su mayoría de derecha liberal, como la Unión del Centro Democrático (UCeDé), y el Partido Demócrata (PD), aunque también incluyó al Movimiento por la Dignidad y la Independencia (MODIN), conducido a nivel nacional por el ex Carapintada Aldo Rico. Por primera vez desde 1987, el PJ no concurrió a las elecciones bajo la boleta del FREJUER (Frente Justicialista Entrerriano), y cambió su sello a «Concertación Todos por Entre Ríos», en lineamiento con la Concertación Justicialista para el Cambio que lideraba Eduardo Duhalde a nivel nacional. El candidato a gobernador del frente oficialista fue Héctor María Maya, aliado cercano de Busti y Senador Nacional desde 1995, que a su vez era hijo del primer gobernador peronista de la provincia, Héctor Domingo Maya (1946-1950). Su compañero de fórmula sería Faustino Schiavoni, exministro del gobierno de Busti.
Dentro de los terceros partidos, existía una escasa expectativa debido a que la alianza entre la UCR y el FREPASO, y posteriormente entre el PJ y la UCeDé había polarizado casi completamente la contienda. De hecho, solo la Alianza y Todos por Entre Ríos presentaron candidaturas a todas las bancas del Senado Provincial. Acción por la República (AR), partido a nivel nacional conducido por el exministro de Economía Domingo Cavallo, logró una alianza con la Unión Provincial, fuerza de carácter local que se había aliado previamente con la UCeDé y el PD. La coalición presentó la candidatura de Orlando Rivabén, con Francisco Arnau como compañero de fórmula. La alianza Izquierda Unida, que había sido la única tercera lista en la elección legislativa anterior, logrando el 2.24% de los votos, presentó la fórmula José Ramón Cabrera-Elba Angélica Viola, mientras que el Partido Humanista (PH) presentó el binomio Mario Squillachi-Mabel Elena Ochoa. Ambas fórmulas fueron las únicas en tener una mujer candidata, en ambos casos para la vicegobernación. Un sector del Partido Demócrata Cristiano (PDC), que había abandonado el FREPASO recientemente, intentó disputar las elecciones con la fórmula gubernativa Héctor Ramírez-Armando Taverna, presentando también listas legislativas y algunas para el Senado. Sin embargo, un grupo de integrantes del PDC impugnó la fórmula, bajo el alegato de que tanto Ramírez como Taverna incumplían ciertos requisitos en cuanto a la falta de antigüedad dentro del partido. El 23 de octubre, día previo a los comicios, la justicia electoral falló a favor del grupo disidente e invalidó la fórmula Ramírez-Taverna, aunque convalidó las listas para diputados y senadores.

## Reglas electorales
Las elecciones se realizaron bajo la constitución provincial de 1933. Bajo la misma se debían renovar en el ámbito provincial los siguientes cargos:
- Gobernador y Vicegobernador, elegidos directamente en formula única por todo el electorado de la provincia a simple pluralidad de sufragios.
- 28 diputados provinciales, elegidos bajo el sistema de representación proporcional por listas con una bonificación de mayoría, que establece 15 escaños asegurados para la lista más votada.
- 17 senadores provinciales, elegidos por mayoría simple bajo el sistema uninominal, contando un senador por cada uno de los diecisiete departamentos que componen la provincia.

## Resultados

### Gobernador y Vicegobernador
|  | 49,11 % |

|  | 47,49 % |

|  | 2,49 % |

|  | 0,50 % |

|  | 0,41 % |

|  | 94,44 % |

|  | 5,20 % |

|  | 0,36 % |

|  | 100 % |

|  | 86,33 % |

### Cámara de Diputados
|  | 49,84 % |

|  | 45,98 % |

|  | 2,84 % |

|  | 0,53 % |

|  | 0,41 % |

|  | 0,39 % |

|  | 92,11 % |

|  | 7,52 % |

|  | 0,37 % |

|  | 100 % |

|  | 86,33 % |

### Cámara de Senadores
|  | 45,54 % |

|  | 3,20 % |

|  | 1,40 % |

|  | 51,40 % |

|  | 46,80 % |

|  | 2,18 % |

|  | 0,48 % |

|  | 0,22 % |

|  | 0,19 % |

|  | 91,69 % |

|  | 7,82 % |

|  | 0,49 % |

|  | 100 % |

|  | 86,24 % |

#### Resultados por departamentos
| Colón 1 Senador            | Colón 1 Senador                                     | Colón 1 Senador | Colón 1 Senador | Colón 1 Senador            |
| Partido/Alianza            | Partido/Alianza                                     | Votos           | %               | Electo                     |
| -------------------------- | --------------------------------------------------- | --------------- | --------------- | -------------------------- |
|                            | Alianza para el Trabajo, la Justicia y la Educación | 14.964          | 55,23           | - Diego Benjamín France    |
|                            | Concertación Todos por Entre Ríos                   | 12.131          | 44,77           |                            |
| Votos positivos            | Votos positivos                                     | 27.095          | 85,39           |                            |
| Votos en blanco            | Votos en blanco                                     | 4.401           | 13,87           |                            |
| Votos nulos                | Votos nulos                                         | 234             | 0,74            |                            |
| Participación              | Participación                                       | 31.730          | 88,32           |                            |
| Electores registrados      | Electores registrados                               | 35.926          | 100             |                            |
| Concordia 1 Senador        |                                                     |                 |                 |                            |
| Partido/Alianza            | Partido/Alianza                                     | Votos           | %               | Electo                     |
|                            | Concertación Todos por Entre Ríos                   | 37.699          | 49,36           | - Eduardo José María Cinto |
|                            | Alianza para el Trabajo, la Justicia y la Educación | 35.086          | 45,94           |                            |
|                            | Acción por la República                             | 2.222           | 2,91            |                            |
|                            | Partido Comunista-Izquierda Unida                   | 584             | 0,76            |                            |
|                            | Partido Humanista                                   | 516             | 0,68            |                            |
|                            | Partido Demócrata Cristiano                         | 264             | 0,35            |                            |
| Votos positivos            | Votos positivos                                     | 76.371          | 91,32           |                            |
| Votos en blanco            | Votos en blanco                                     | 6.827           | 8,16            |                            |
| Votos nulos                | Votos nulos                                         | 435             | 0,52            |                            |
| Participación              | Participación                                       | 83.633          | 84,77           |                            |
| Electores registrados      | Electores registrados                               | 98.676          | 100             |                            |
| Diamante 1 Senador         |                                                     |                 |                 |                            |
| Partido/Alianza            | Partido/Alianza                                     | Votos           | %               | Electo                     |
|                            | Alianza para el Trabajo, la Justicia y la Educación | 12.755          | 52,17           | - Juan Antonio Colobig     |
|                            | Concertación Todos por Entre Ríos                   | 11.582          | 47,37           |                            |
|                            | Partido Comunista-Izquierda Unida                   | 112             | 0,46            |                            |
| Votos positivos            | Votos positivos                                     | 24.449          | 93,57           |                            |
| Votos en blanco            | Votos en blanco                                     | 1.596           | 6,11            |                            |
| Votos nulos                | Votos nulos                                         | 85              | 0,33            |                            |
| Participación              | Participación                                       | 26.130          | 87,06           |                            |
| Electores registrados      | Electores registrados                               | 30.810          | 100             |                            |
| Federación 1 Senador       |                                                     |                 |                 |                            |
| Partido/Alianza            | Partido/Alianza                                     | Votos           | %               | Electo                     |
|                            | Alianza para el Trabajo, la Justicia y la Educación | 16.290          | 54,62           | - Pedro Armando Moix       |
|                            | Concertación Todos por Entre Ríos                   | 13.135          | 44,04           |                            |
|                            | Acción por la República                             | 399             | 1,34            |                            |
| Votos positivos            | Votos positivos                                     | 29.824          | 91,76           |                            |
| Votos en blanco            | Votos en blanco                                     | 2.560           | 7,88            |                            |
| Votos nulos                | Votos nulos                                         | 117             | 0,36            |                            |
| Participación              | Participación                                       | 32.501          | 86,71           |                            |
| Electores registrados      | Electores registrados                               | 37.483          | 100             |                            |
| Federal 1 Senador          |                                                     |                 |                 |                            |
| Partido/Alianza            | Partido/Alianza                                     | Votos           | %               | Electo                     |
|                            | Alianza para el Trabajo, la Justicia y la Educación | 7.140           | 55,38           | - Juan Carlos Luchessi     |
|                            | Concertación Todos por Entre Ríos                   | 5.401           | 41,89           |                            |
|                            | Acción por la República                             | 308             | 2,39            |                            |
|                            | Partido Comunista-Izquierda Unida                   | 44              | 0,34            |                            |
| Votos positivos            | Votos positivos                                     | 12.893          | 94,33           |                            |
| Votos en blanco            | Votos en blanco                                     | 745             | 5,45            |                            |
| Votos nulos                | Votos nulos                                         | 30              | 0,22            |                            |
| Participación              | Participación                                       | 13.668          | 85,39           |                            |
| Electores registrados      | Electores registrados                               | 16.007          | 100             |                            |
| Feliciano 1 Senador        |                                                     |                 |                 |                            |
| Partido/Alianza            | Partido/Alianza                                     | Votos           | %               | Electo                     |
|                            | Concertación Todos por Entre Ríos                   | 3.575           | 50,19           | - Victorio Rosario Firpo   |
|                            | Alianza para el Trabajo, la Justicia y la Educación | 3.161           | 44,38           |                            |
|                            | Acción por la República                             | 387             | 5,43            |                            |
| Votos positivos            | Votos positivos                                     | 7.123           | 94,96           |                            |
| Votos en blanco            | Votos en blanco                                     | 350             | 4,67            |                            |
| Votos nulos                | Votos nulos                                         | 28              | 0,37            |                            |
| Participación              | Participación                                       | 7.501           | 82,18           |                            |
| Electores registrados      | Electores registrados                               | 9.127           | 100             |                            |
| Gualeguay 1 Senador        |                                                     |                 |                 |                            |
| Partido/Alianza            | Partido/Alianza                                     | Votos           | %               | Electo                     |
|                            | Alianza para el Trabajo, la Justicia y la Educación | 13.687          | 49,54           | - Hugo Antonio Lesca       |
|                            | Concertación Todos por Entre Ríos                   | 13.675          | 49,50           |                            |
|                            | Partido Comunista-Izquierda Unida                   | 266             | 0,96            |                            |
| Votos positivos            | Votos positivos                                     | 27.628          | 93,05           |                            |
| Votos en blanco            | Votos en blanco                                     | 1.992           | 6,71            |                            |
| Votos nulos                | Votos nulos                                         | 72              | 0,24            |                            |
| Participación              | Participación                                       | 29.692          | 85,49           |                            |
| Electores registrados      | Electores registrados                               | 34.732          | 100             |                            |
| Gualeguaychú 1 Senador     |                                                     |                 |                 |                            |
| Partido/Alianza            | Partido/Alianza                                     | Votos           | %               | Electo                     |
|                            | Concertación Todos por Entre Ríos                   | 26.420          | 46,26           | - José Daniel Irigoyen     |
|                            | Unión Cívica Radical                                | 19.709          | 34,51           |                            |
|                            | Frente País Solidario                               | 8.619           | 15,09           |                            |
|                            | Acción por la República                             | 1.996           | 3,49            |                            |
|                            | Partido Comunista-Izquierda Unida                   | 193             | 0,34            |                            |
|                            | Partido Demócrata Cristiano                         | 181             | 0,32            |                            |
| Votos positivos            | Votos positivos                                     | 57.118          | 93,04           |                            |
| Votos en blanco            | Votos en blanco                                     | 3.927           | 6,40            |                            |
| Votos nulos                | Votos nulos                                         | 343             | 0,56            |                            |
| Participación              | Participación                                       | 61.388          | 87,21           |                            |
| Electores registrados      | Electores registrados                               | 70.394          | 100             |                            |
| Islas del Ibicuy 1 Senador |                                                     |                 |                 |                            |
| Partido/Alianza            | Partido/Alianza                                     | Votos           | %               | Electo                     |
|                            | Concertación Todos por Entre Ríos                   | 3.121           | 51,55           | - Félix Abelardo Pacayut   |
|                            | Alianza para el Trabajo, la Justicia y la Educación | 2.933           | 48,45           |                            |
| Votos positivos            | Votos positivos                                     | 6.054           | 93,35           |                            |
| Votos en blanco            | Votos en blanco                                     | 395             | 6,09            |                            |
| Votos nulos                | Votos nulos                                         | 36              | 0,56            |                            |
| Participación              | Participación                                       | 6.485           | 80,94           |                            |
| Electores registrados      | Electores registrados                               | 8.012           | 100             |                            |
| La Paz 1 Senador           |                                                     |                 |                 |                            |
| Partido/Alianza            | Partido/Alianza                                     | Votos           | %               | Electo                     |
|                            | Alianza para el Trabajo, la Justicia y la Educación | 17.381          | 50,90           | - Daniel A. Rosas Paz      |
|                            | Concertación Todos por Entre Ríos                   | 16.767          | 49,10           |                            |
| Votos positivos            | Votos positivos                                     | 34.148          | 92,25           |                            |
| Votos en blanco            | Votos en blanco                                     | 2.807           | 7,58            |                            |
| Votos nulos                | Votos nulos                                         | 63              | 0,17            |                            |
| Participación              | Participación                                       | 37.018          | 84,69           |                            |
| Electores registrados      | Electores registrados                               | 43.709          | 100             |                            |
| Nogoyá 1 Senador           |                                                     |                 |                 |                            |
| Partido/Alianza            | Partido/Alianza                                     | Votos           | %               | Electo                     |
|                            | Alianza para el Trabajo, la Justicia y la Educación | 11.907          | 52,90           | - Juan Enrique Ghiano      |
|                            | Concertación Todos por Entre Ríos                   | 10.603          | 47,10           |                            |
| Votos positivos            | Votos positivos                                     | 22.510          | 93,17           |                            |
| Votos en blanco            | Votos en blanco                                     | 1.631           | 6,75            |                            |
| Votos nulos                | Votos nulos                                         | 20              | 0,08            |                            |
| Participación              | Participación                                       | 24.161          | 87,03           |                            |
| Electores registrados      | Electores registrados                               | 27.761          | 100             |                            |
| Paraná 1 Senador           |                                                     |                 |                 |                            |
| Partido/Alianza            | Partido/Alianza                                     | Votos           | %               | Electo                     |
|                            | Alianza para el Trabajo, la Justicia y la Educación | 87.309          | 50,62           | - Jorge Campos             |
|                            | Concertación Todos por Entre Ríos                   | 77.088          | 44,70           |                            |
|                            | Acción por la República                             | 5.697           | 3,30            |                            |
|                            | Partido Comunista-Izquierda Unida                   | 968             | 0,56            |                            |
|                            | Partido Humanista                                   | 816             | 0,47            |                            |
|                            | Partido Demócrata Cristiano                         | 587             | 0,34            |                            |
| Votos positivos            | Votos positivos                                     | 172.465         | 91,77           |                            |
| Votos en blanco            | Votos en blanco                                     | 14.581          | 7,76            |                            |
| Votos nulos                | Votos nulos                                         | 888             | 0,47            |                            |
| Participación              | Participación                                       | 187.934         | 87,34           |                            |
| Electores registrados      | Electores registrados                               | 215.172         | 100             |                            |
| San Salvador 1 Senador     |                                                     |                 |                 |                            |
| Partido/Alianza            | Partido/Alianza                                     | Votos           | %               | Electo                     |
|                            | Alianza para el Trabajo, la Justicia y la Educación | 5.085           | 52,44           | - Juan Carlos Arralde      |
|                            | Concertación Todos por Entre Ríos                   | 4.612           | 47,56           |                            |
| Votos positivos            | Votos positivos                                     | 9.697           | 93,67           |                            |
| Votos en blanco            | Votos en blanco                                     | 601             | 5,81            |                            |
| Votos nulos                | Votos nulos                                         | 54              | 0,52            |                            |
| Participación              | Participación                                       | 10.352          | 90,24           |                            |
| Electores registrados      | Electores registrados                               | 11.472          | 100             |                            |
| Tala 1 Senador             |                                                     |                 |                 |                            |
| Partido/Alianza            | Partido/Alianza                                     | Votos           | %               | Electo                     |
|                            | Concertación Todos por Entre Ríos                   | 7.875           | 52,41           | - Marcelo Pablo Casaretto  |
|                            | Alianza para el Trabajo, la Justicia y la Educación | 7.151           | 47,59           |                            |
| Votos positivos            | Votos positivos                                     | 15.026          | 93,63           |                            |
| Votos en blanco            | Votos en blanco                                     | 977             | 6,09            |                            |
| Votos nulos                | Votos nulos                                         | 46              | 0,29            |                            |
| Participación              | Participación                                       | 16.049          | 86,85           |                            |
| Electores registrados      | Electores registrados                               | 18.478          | 100             |                            |
| Uruguay 1 Senador          |                                                     |                 |                 |                            |
| Partido/Alianza            | Partido/Alianza                                     | Votos           | %               | Electo                     |
|                            | Alianza para el Trabajo, la Justicia y la Educación | 24.629          | 48,39           | - Ángel Roque Medina       |
|                            | Concertación Todos por Entre Ríos                   | 23.400          | 45,98           |                            |
|                            | Acción por la República                             | 2.106           | 4,14            |                            |
|                            | Partido Comunista-Izquierda Unida                   | 758             | 1,49            |                            |
| Votos positivos            | Votos positivos                                     | 50.893          | 89,30           |                            |
| Votos en blanco            | Votos en blanco                                     | 5.490           | 9,63            |                            |
| Votos nulos                | Votos nulos                                         | 611             | 1,07            |                            |
| Participación              | Participación                                       | 56.994          | 86,69           |                            |
| Electores registrados      | Electores registrados                               | 65.743          | 100             |                            |
| Victoria 1 Senador         |                                                     |                 |                 |                            |
| Partido/Alianza            | Partido/Alianza                                     | Votos           | %               | Electo                     |
|                            | Alianza para el Trabajo, la Justicia y la Educación | 9.339           | 49,86%          | - Jesús Darío Liberatore   |
|                            | Concertación Todos por Entre Ríos                   | 9.120           | 48,69           |                            |
|                            | Acción por la República                             | 272             | 1,45            |                            |
| Votos positivos            | Votos positivos                                     | 18.731          | 93,96           |                            |
| Votos en blanco            | Votos en blanco                                     | 1.161           | 5,82            |                            |
| Votos nulos                | Votos nulos                                         | 44              | 0,22            |                            |
| Participación              | Participación                                       | 19.936          | 87,11           |                            |
| Electores registrados      | Electores registrados                               | 22.885          | 100             |                            |
| Villaguay 1 Senador        |                                                     |                 |                 |                            |
| Partido/Alianza            | Partido/Alianza                                     | Votos           | %               | Electo                     |
|                            | Concertación Todos por Entre Ríos                   | 11.756          | 50,49           | - Horacio César Jaime      |
|                            | Alianza para el Trabajo, la Justicia y la Educación | 11.402          | 48,97           |                            |
|                            | Partido Demócrata Cristiano                         | 127             | 0,55            |                            |
| Votos positivos            | Votos positivos                                     | 23.285          | 89,90           |                            |
| Votos en blanco            | Votos en blanco                                     | 2.418           | 9,34            |                            |
| Votos nulos                | Votos nulos                                         | 199             | 0,77            |                            |
| Participación              | Participación                                       | 25.902          | 81,46           |                            |
| Electores registrados      | Electores registrados                               | 31.798          | 100             |                            |